# Calmella gaditana
Calmella gaditana is een slakkensoort uit de familie van de Flabellinidae. De wetenschappelijke naam van de soort is voor het eerst geldig gepubliceerd in 1987 door Cervera, García-Gómez & García als Piseinotecus gaditanus.